# Valledoria
Valledoria (sardisk: Codaruìna) er en by og en kommune (comune) i provinsen Sassari i regionen Sardinien i Italien. Byen ligger i 16 meters højde og har 4.319 indbyggere (2016). Kommunen har et areal på 25,95 km² og grænser til kommunerne Badesi, Castelsardo, Santa Maria Coghinas, Sedini og Viddalba.